# ThyssenKrupp
«Тіссенкрупп АГ» (нім. ThyssenKrupp AG) — один з найбільших промислових концернів Німеччини, офіційно розпочав свою роботу 17 березня 1999 року. Концерн виник внаслідок злиття двох фірм: Thyssen AG і Friedrich Krupp AG Hoesch-Krupp. «ТіссенКрупп АГ» є найбільшим у світі виробником високолегованої сталі, а також металообробних верстатів. Концерн посідає провідні позиції у світі з виробництва листової нержавіючої сталі, ліфтів та ескалаторів.

## Діяльність
Фірма ТіссенКрупп розділена на такі галузеві сегменти: сталь, нержавіюча сталь, ліфти та ескалатори, автомобільні компоненти, технології, матеріали, послуги.
Концерн ТіссенКрупп має клієнтів більш ніж у 160 країнах і дочірні підприємства або представництва більш ніж у 80 країнах світу. Кількість співробітників концерну ТіссенКрупп перевищує 182 000 осіб, а товарообіг сягає €49 мільярдів.

## Дочірні компанії
- «ThyssenKrupp Airport Systems» — фірма, яка має більш ніж 30-річний досвід у виробництві пасажирських телетрапів.
- «ThyssenKrupp Automotive»'.
- «Berco» — великий виробник ходових частин гусеничної техніки. У складі концерну ThyssenKrupp з 1999 року.
- «ThyssenKrupp Bilstein» — виробник амортизаторів стабілізаторів, які застосовуються в багатьох найбільших автокомпаніях. Фірма заснована в 1873 році Аугустом Більштайном (під назвою AUBI, скор. від August Bilstein), виробництвом автокомпонентів починає займатися з 1927 року, у складі концерну з 1999 року.
- «Blohm + Voss» — кораблебудівна фірма.
- «ThyssenKrupp Drauz» — зварювальні автомати і напівавтомати, лінії для виробництва кузовів, затискні і монтажні пристосування, системи завантаження і розвантаження верстатів і транспортних систем, системи лазерного зварювання і лазерного різання, накопичувачі інструментів для оброблювальних центрів, ріжучий інструмент.
- «ThyssenKrupp Elevator» — виробник ліфтового та ескалаторного обладнання. Фірма представлена в 67 країнах і налічує близько 800 окремих підрозділів з чисельністю персоналу в 44 000 чоловік і обігом €5,2 млрд (у 2009/2010 фінансовому році). Компанія пропонує ліфти всіх типів, ескалатори, пасажирські конвеєри, устаткування для людей з обмеженими можливостями, телетрапи. В Україні філія компанії працює в Києві.
- «ThyssenKrupp Fördertechnik»'.
- «ThyssenKrupp Mannex» — труби та аксесуари для труб, сталь катана, промислові установки (для металургійних комбінатів), обладнання для будівництва морських нафто- і газодобувних платформ.
- «ThyssenKrupp Materials International» — торгівля металопрокатом зі складу. Штаб-квартира компанії знаходиться в Дюссельдорфі. Компанія представлена на 18 європейських і багатьох неєвропейських ринках.
- «ThyssenKrupp Nirosta» — виробник нержавіючого прокату з великою програмою марок, розмірів і виконань поверхні; працює з 1995 року. Виробництво фірми розташоване в таких німецьких містах, як Бохум, Крефельд, Дюссельдорф і Дилленбург. У 2006 році в цій фірмі працювали 4185 осіб, обіг склав €2,503 млрд.[4]
- «Nordseewerke» — фірма займається будівництвом суден з 1903 року.
- «Polysius» — постачання обладнання для гірничодобувної, металургійної, хімічної, енергетичної і цементної галузей промисловості.
- «Rasselstein GmbH» — один з найбільших постачальників білої жерсті.
- «Rothe Erde» — один з найбільших виробників підшипників кочення, безшовних кілець зі сталі і кольорових металів, а також поворотних кіл і структурних елементів.
- «ThyssenKrupp Schulte» — торгівля металопрокатом зі складу (катана сталь, нержавіюча сталь, кольорові метали і синтетичні матеріали). Заснована в 1896 році в Дортмунді.
- «ThyssenKrupp Stahl Baulemente» — концерн з виробництва елементів будівельних конструкцій, а також комплексних будівельних систем для будинків і приміщень різного функціонального призначення.
- «ThyssenKrupp Steel»'.
- «Uhde» — належить до світових лідерів у будівництві промислових підприємств, на рахунку компанії більше 2000 спроєктованих і побудованих заводів. Власні дочірні підприємства фірми є в Австралії, Індії, Італії, Іспанії, Мексиці, РФ, Швейцарії, Південній Африці.
- «ThyssenKrupp VDM» — виробник металевих матеріалів з високими експлуатаційними характеристиками (лист, стрічка, дріт, прутки, заготовки для труб, поковка зі сплавів на основі нікелю і спеціальних нержавіючих сталей, проміжні заготовки з магнітом'яких сплавів, штамповані і гнуті вироби, а також заготовки для карбування монет).

## Галерея

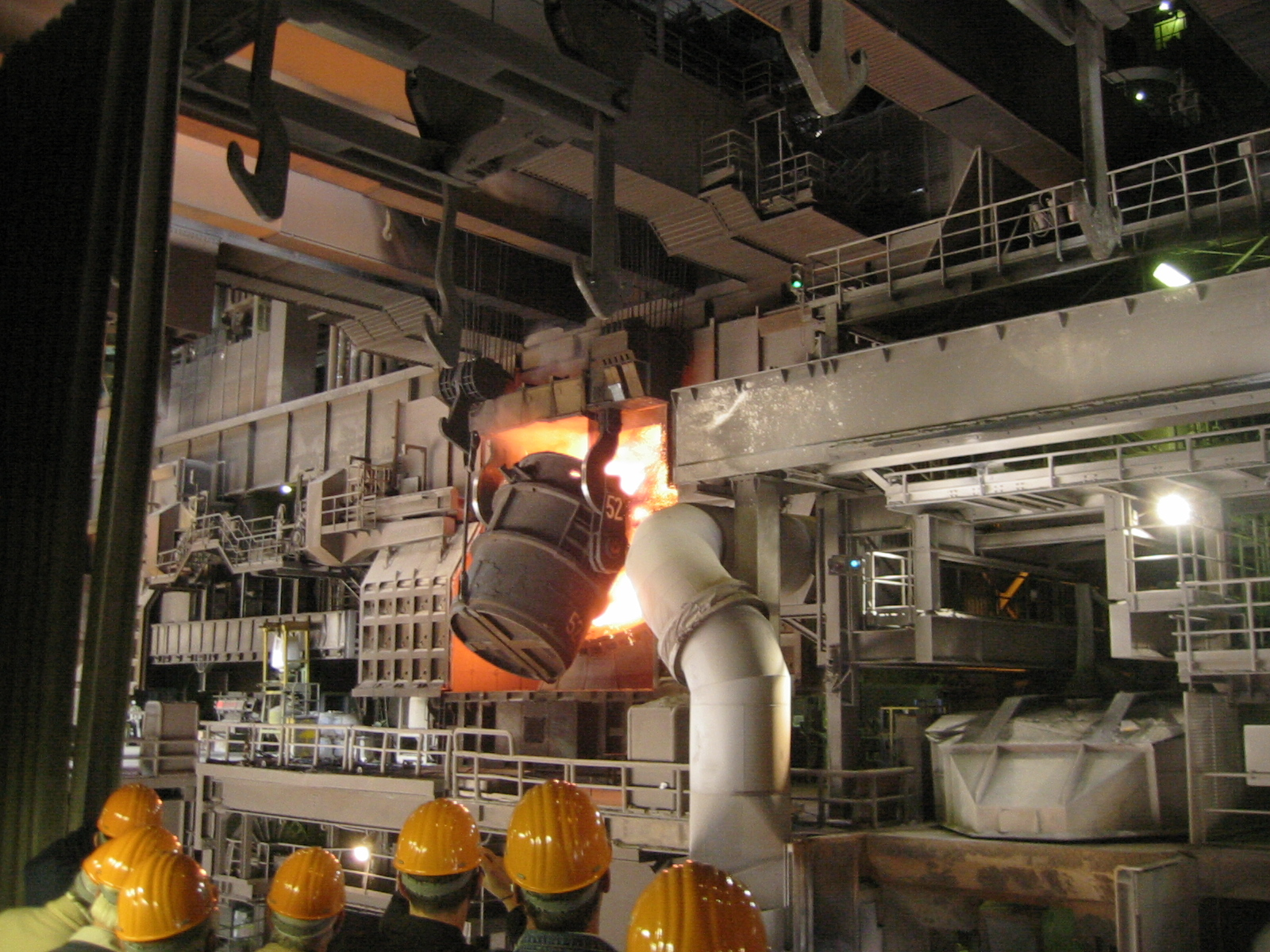
Всередині заводу
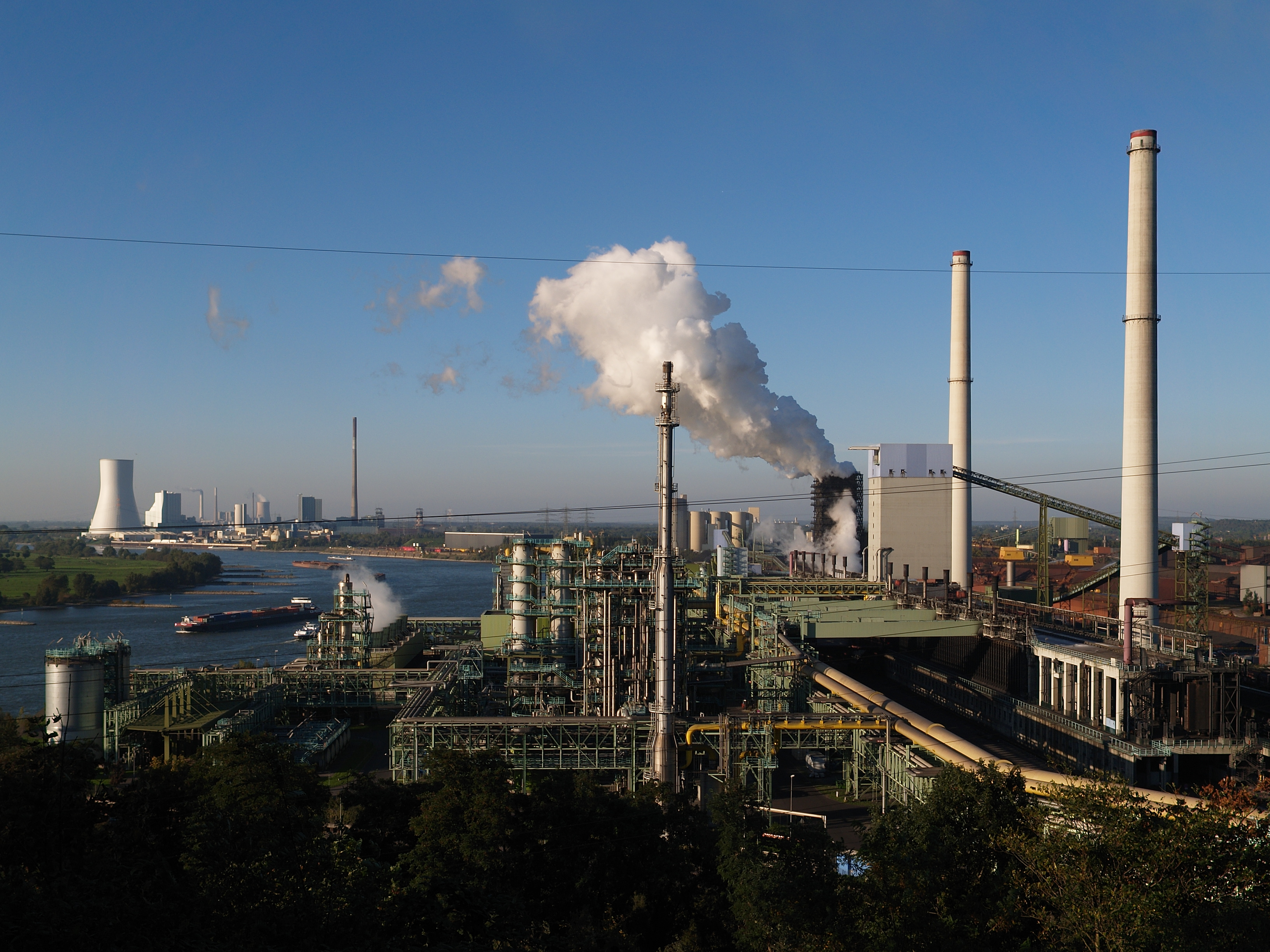
Заводи ТіссенКрупп